# Nazionale olimpica di calcio del Messico
La Nazionale olimpica di calcio del Messico è la rappresentativa calcistica del Messico che rappresenta l'omonimo paese ai Giochi Olimpici. È posta sotto l'egida della Federazione calcistica del Messico. Ha vinto il Torneo olimpico di calcio nel 2012.

## Partecipazioni ai tornei internazionali

### Giochi olimpici
| Anno | Luogo             | Piazzamento      | V | N | P | Gol  |
| ---- | ----------------- | ---------------- | - | - | - | ---- |
| 1952 | Helsinki          | Non partecipante | - | - | - | -    |
| 1956 | Melbourne         | Ritirato         | - | - | - | -    |
| 1960 | Roma              | Non qualificata  | - | - | - | -    |
| 1964 | Tokyo             | Primo turno      | 0 | 1 | 2 | 2:6  |
| 1968 | Città del Messico | Quarto posto     | 3 | 0 | 3 | 10:9 |
| 1972 | Monaco di Baviera | Secondo turno    | 2 | 1 | 3 | 4:14 |
| 1976 | Montréal          | Primo turno      | 0 | 2 | 1 | 4:7  |
| 1980 | Mosca             | Ritirato         | - | - | - | -    |
| 1984 | Los Angeles       | Non qualificata  | - | - | - | -    |
| 1988 | Seul              | Squalificata     | - | - | - | -    |
| 1992 | Barcellona        | Primo turno      | 0 | 3 | 0 | 3:3  |
| 1996 | Atlanta           | Quarti di finale | 1 | 2 | 1 | 2:3  |
| 2000 | Sydney            | Non qualificata  | - | - | - | -    |
| 2004 | Atene             | Primo turno      | 1 | 1 | 1 | 3:3  |
| 2008 | Pechino           | Non qualificata  | - | - | - | -    |
| 2012 | Londra            | Oro              | 5 | 1 | 0 | 12:4 |
| 2016 | Rio de Janeiro    | Primo turno      | 1 | 1 | 1 | 7:4  |
| 2020 | Tokyo             | Bronzo           | 4 | 1 | 1 | 17:7 |
| 2024 | Parigi            | Non qualificata  | - | - | - | -    |

## Palmarès
- Torneo Olimpico: 1 (record nord e centroamericano)

Londra 2012
- Bronzo olimpico: 1

2020

## Tutte le rose

### Giochi olimpici
Calcio ai Giochi Olimpici Estivi 19641 Calderón, 2 Gutiérrez, 3 Albert, 4 Hernández, 5 Galván, 6 González, 7 Ruvalcaba, 8 Fragoso, 9 Cisneros, 10 Chávez, 11 Mollinedo, 12 Loza, 13 Arellano, 14 López, 15 Aussín, 16 Escalante, 17 Ayala, 18 Morales, CT: Trelles
Calcio ai Giochi Olimpici Estivi 19681 Vargas, 2 Alejándrez, 3 Medina, 4 Sanabria, 5 Pérez, 6 Regueiro, 7 Pulido, 8 Bustos, 9 Estrada, 10 Pereda, 11 Victorino, 12 Mendoza, 13 Arévalo, 14 Galindo, 15 Muñoz, 16 Basaguren, 17 Álvarez, 18 Morales, 19 Hernández, CT: Trelles
Calcio ai Giochi Olimpici Estivi 19721 Ruiz, 2 Rico, 3 Trejo, 4 Álvarez, 5 Del Campo, 6 Ale. Hernández, 7 Blanco, 8 Reyes, 9 Manzo, 10 Razo, 11 Cuéllar, 12 Sánchez, 13 Barba, 14 Márquez, 15 Talavera, 16 Regalado, 17 Alf. Hernández, 18 Peña, 19 Borja, CT: Mercado
Calcio ai Giochi Olimpici Estivi 19761 Regalado, 2 Márquez, 3 Rergis, 4 Viveros, 5 García, 6 De La Rosa, 7 Tapia, 8 Caballero, 9 Rangel, 10 Sánchez, 11 Toribio, 12 Gómez, 13 Hernández, 14 López, 15 Carillo, 16 Navarrete, 17 Cossío, CT: Mercado
Calcio ai Giochi Olimpici Estivi 19921 Guadarrama, 2 Cadena, 3 Vidrio, 4 Macías, 5 Delgado, 6 Hernández, 7 Morales, 8 Rangel, 9 Rotllán, 10 Castañeda, 11 Arcos, 12 Fuentes, 13 Romero, 14 López, 15 Pavez, 16 Arteaga, 17 Pineda, 18 Lemus, 19 Vázquez, 20 Maldonado, CT: Rodríguez
Calcio ai Giochi Olimpici Estivi 19961 O. Sánchez, 2 Suárez, 3 Oteo, 4 Villa, 5 Davino, 6 Lara, 7 R. García, 8 Sol, 9 Campos, 10 L. García, 11 Blanco, 12 F. Sánchez, 13 Pardo, 14 Alvarado, 15 Arellano, 16 Alfaro, 17 Palencia, 18 Abundis, CT: de los Cobos
Calcio ai Giochi Olimpici Estivi 20041 Corona, 2 F. Rodríguez, 3 M. Pérez, 4 I. Rodríguez, 5 López, 6 Galindo, 7 Sinha, 8 Martínez, 9 Bravo, 10 L. Pérez, 11 Márquez Lugo, 12 Pineda, 13 Ponce, 14 García, 15 Sánchez, 16 Íñiguez, 17 Espinoza, 18 Ochoa, CT: La Volpe
Calcio ai Giochi Olimpici Estivi 20121 Corona, 2 I. Jiménez, 3 Salcido, 4 Mier, 5 Chávez, 6 Herrera, 7 Cortés, 8 Fabián, 9 Peralta, 10 dos Santos, 11 Aquino, 12 R. Jiménez, 13 Reyes, 14 Enríquez, 15 Vidrio, 16 Ponce, 17 Araujo, 18 Rodríguez, CT: Tena
Calcio ai Giochi Olimpici Estivi 20161 Talavera, 2 Abella, 3 Silva, 4 Montes, 5 Pérez, 6 J. Torres, 7 Pizarro, 8 Lozano, 9 Peralta, 10 Guzmán, 11 Bueno, 12 Lajud, 13 Salcedo, 14 Aguirre, 15 E. Gutiérrez, 16 Cisneros, 17 González, 18 E. Torres, 20 López, 21 Fierro, CT: R. Gutiérrez
Calcio ai Giochi Olimpici Estivi 20201 Malagón, 2 Sánchez, 3 Montes, 4 J. Angulo, 5 Vásquez, 6 Loroña, 7 Romo, 8 Rodríguez, 9 Martín, 10 Lainez, 11 Vega, 12 Mora, 13 Ochoa, 14 Aguirre, 15 Antuna, 16 Esquivel, 17 Córdova, 18 Aguirre, 19 R. Angulo, 20 Beltrán, 21 Alvarado, 22 Jurado, CT: Lozano
NOTA: Per le informazioni sulle rose precedenti al 1952 visionare la pagina della Nazionale maggiore.